# Oxyrhopus trigeminus
A Oxyrhopus trigeminus ou Falsa-coral é uma espécie brasileira de serpente com dentição opistóglifa de peçonha fraca da família dos colubrídeos. Possuem coloração com anéis dorsais vermelhos, brancos e pretos e ventre branco, sendo uma das características que a diferenciam da Coral verdadeira o fato de que seus anéis são incompletos, não passando pelo ventre do animal, além de seus olhos vermelhos grandes. São serpentes ovíparas.
Alimentam-se preferencialmente de lagartos e podem chegar a 70 cm de comprimento. Podem ser encontradas no Nordeste, Sudeste e Centro Oeste do Brasil, mais estado do Pará, Tocantins e Paraná, conforme Atlas de Serpentes do Brasil.